# Glypta animalcula
Glypta animalcula är en stekelart som beskrevs av Shestakov 1927. Glypta animalcula ingår i släktet Glypta och familjen brokparasitsteklar. Inga underarter finns listade i Catalogue of Life.